# Stefan Metz
Stefan Metz (* 15. Oktober 1951 in Kaufbeuren) ist ein ehemaliger deutscher Eishockeyspieler.

## Karriere
Stefan Metz begann seine Karriere als Eishockeyspieler in seiner Heimatstadt beim ESV Kaufbeuren, für dessen Profimannschaft er von 1970 bis 1973 in der Eishockey-Bundesliga aktiv war. Anschließend spielte er fünf Jahre lang für dessen Ligarivalen Berliner Schlittschuhclub. Mit den Hauptstädtern gewann er in den Spielzeiten 1973/74 und 1975/76 jeweils den deutschen Meistertitel. Im Anschluss an die Saison 1977/78 beendete er bereits seine Karriere. 

### International
Für Deutschland nahm Metz an den Olympischen Winterspielen 1976 in Innsbruck teil, bei denen er mit seiner Mannschaft die Bronzemedaille gewann.

## Erfolge und Auszeichnungen
- 1974 Deutscher Meister mit dem Berliner Schlittschuhclub
- 1976 Deutscher Meister mit dem Berliner Schlittschuhclub

### International
- 1976 Bronzemedaille bei den Olympischen Winterspielen